# 天理大学附属天理参考馆
天理大学附属天理参考馆（日语：／），坐落于日本奈良县天理市的一座民俗學、考古学博物馆，附属于天理大学。主要致力于世界各地生活、文化資料及考古、美術資料的收集、研究和展示。

## 历史
1925年，天理教二代真柱中山正善在天理大学的前身天理外国语学校的第一次入学典礼上提出收集资料建立一座博物馆。
1930年4月25日至27日，中山正善收集的一批中国民俗藏品在天理中学（今天理高中）举办《支那风俗展览会》。展览完成后的4月28日，展示資料被放置于天理外国语学校本馆4楼中央教室收藏，既“海外事情参考品室”，海外事情参考品室的建立标志着天理参考馆的诞生。1934年，海外事情参考品室搬到天理外国语学校三楼北侧的三个间房中。同年，一个传统的朝鲜房间被拆分运到日本，重新组装后被命名为“朝鮮(資料参考)館”。1938年，海外事情参考品室搬到東屋敷工作場，并改名为“海外事情参考品館”。同年，该馆的第一部书籍《满洲支那风俗参考品目录》出版。
1943年，海外事情参考品馆成为天理教亚细亚文化研究所的附属设施。藏品大楼被海军征收后，海外事情参考品馆转移到天理教館，朝鮮(資料参考)館被解体。1944年，天理教館也被海军接收，海外事情参考品馆藏品被转移到天理教教会本部神殿的回廊和天理图书馆。1946年，日本海军解体，藏品和办公室搬回東屋敷，同时天理图书馆收集保管的夏威夷和印加的考古資料也被移交给海外事情参考品馆。1948年，《天理参考館叢書》开始刊行。
1949年，天理参考馆由天理文化研究所（原天理教亚细亚文化研究所1946年改名），改附属于天理教教会本部。1950年，改附属于天理大学，并改名为“天理大学附属天理参考馆”，藏品转移到天理大学的山校舍展出，该馆首次举办常设展览。1955年，该馆搬到東左第三棟的4层和5层，并举办了一个临时展览。1956年，为纪念天理教教祖70年祭，该馆的常设展览向公众开放，该馆正式被日本文部省指定为“博物館相当施設”。1962年，東京天理教館9层开设“天理画廊”。1967年，《資料案内系列》（資料案内シリーズ）开始刊行。
1971年，该馆的部分员工参加布留遗迹发掘调查团。1976年，布留遗迹天理教发掘调查团成立。1981年，布留遗迹天理教发掘调查团改称埋藏文化财天理教调査团。1987年，“天理参考館友会”开始举行，并开始举办“对话·参考館”公开讲座。同年，开设企划展示室，首次企划展为《漢代的黄河文明》。1988年，《天理参考館報》开始刊行。
1997年，决定新建南右第一棟大楼，并将天理参考館搬入新楼。同年，南右第一棟开始施工。2000年，南右第一棟建成。2001年，天理参考馆搬入新楼，并重新开放。大楼第1、2层为「世界生活文化資料」展，3层为「世界考古美術資料」展，展示資料約3,000件。

## 主要藏品
天理大学附属天理参考馆所收藏文物中，群马县群马郡群南村八幡原出土的埴轮男子胡坐像和群马县新田郡尾岛町大字世良田出土的埴轮武装男子立像在1959年12月18日由日本政府的文部科学大臣指定为重要文化财。

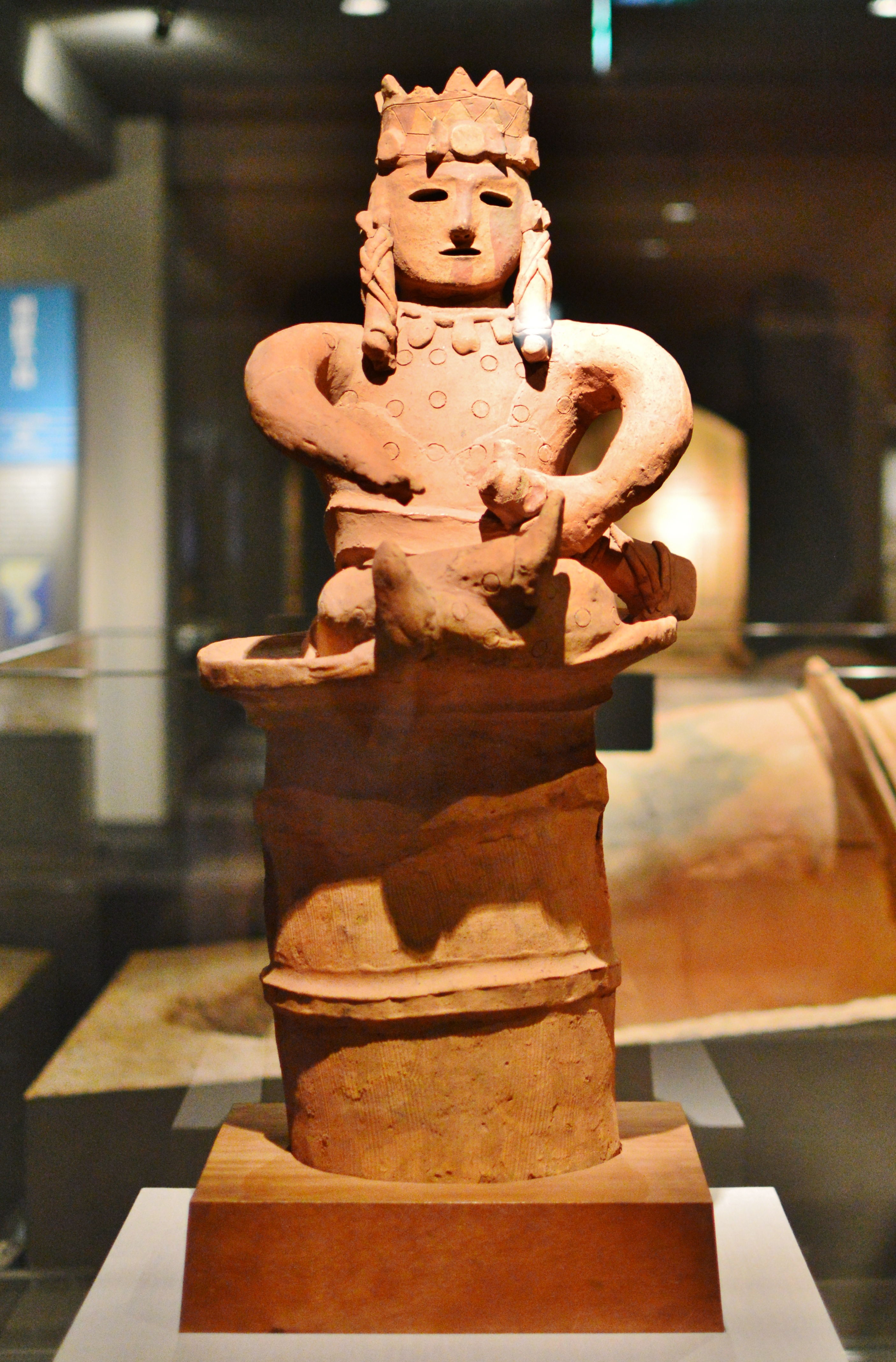
埴轮男子胡坐像（重要文化财）
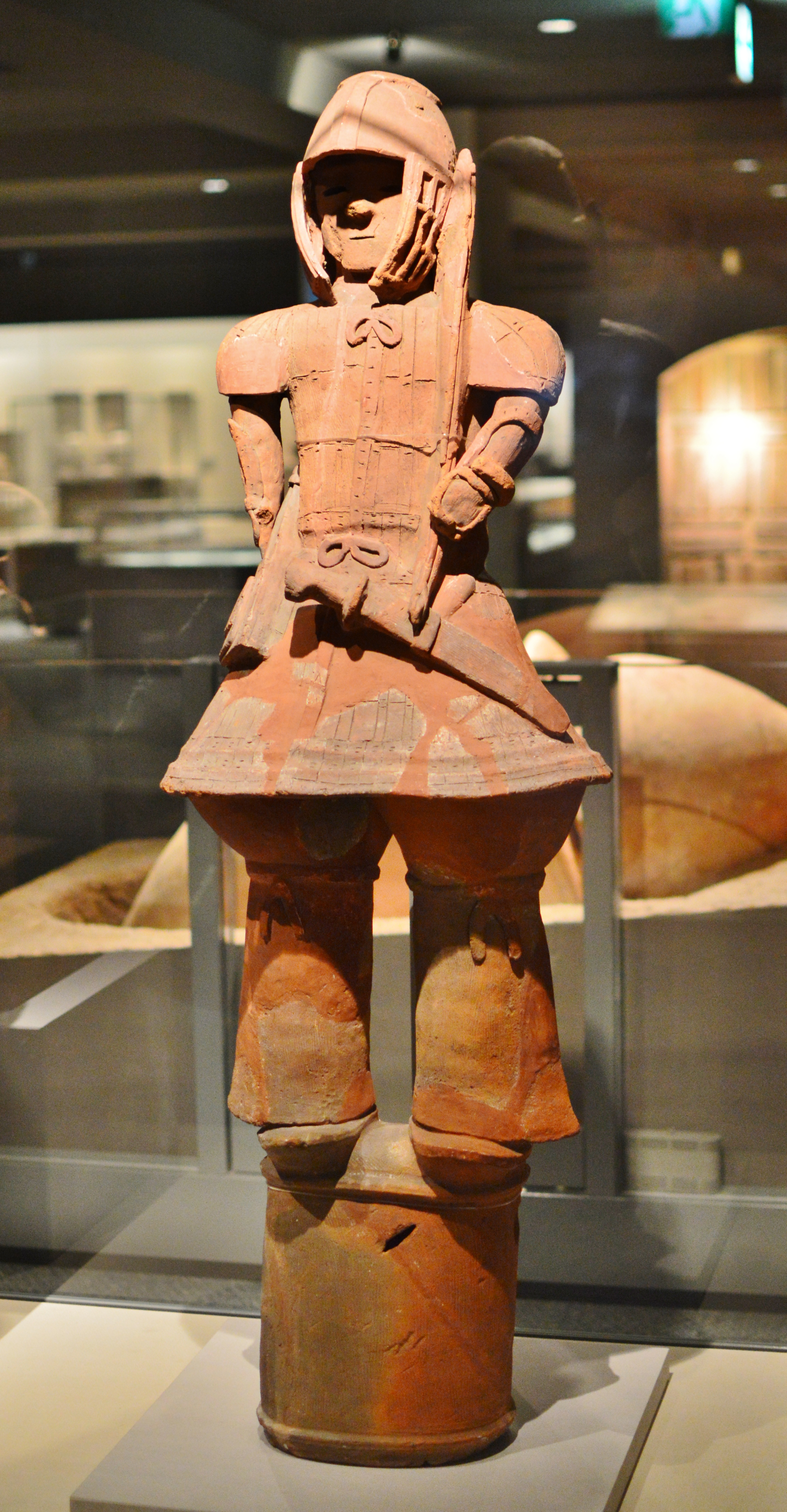
埴轮武装男子立像（重要文化财）
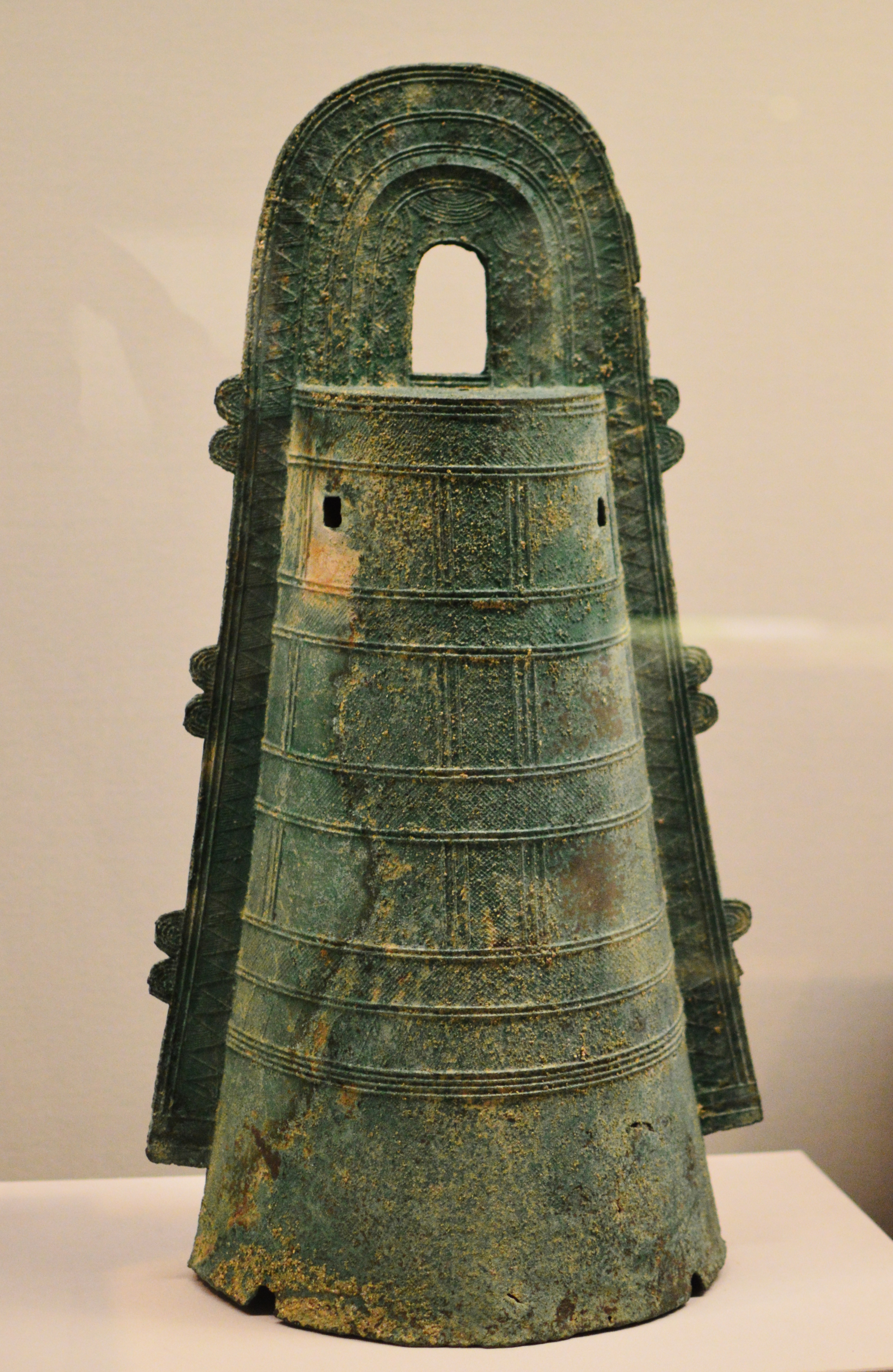
滋賀县野洲市 大岩山遺跡出土 袈裟襷文銅鐸（重要美術品）
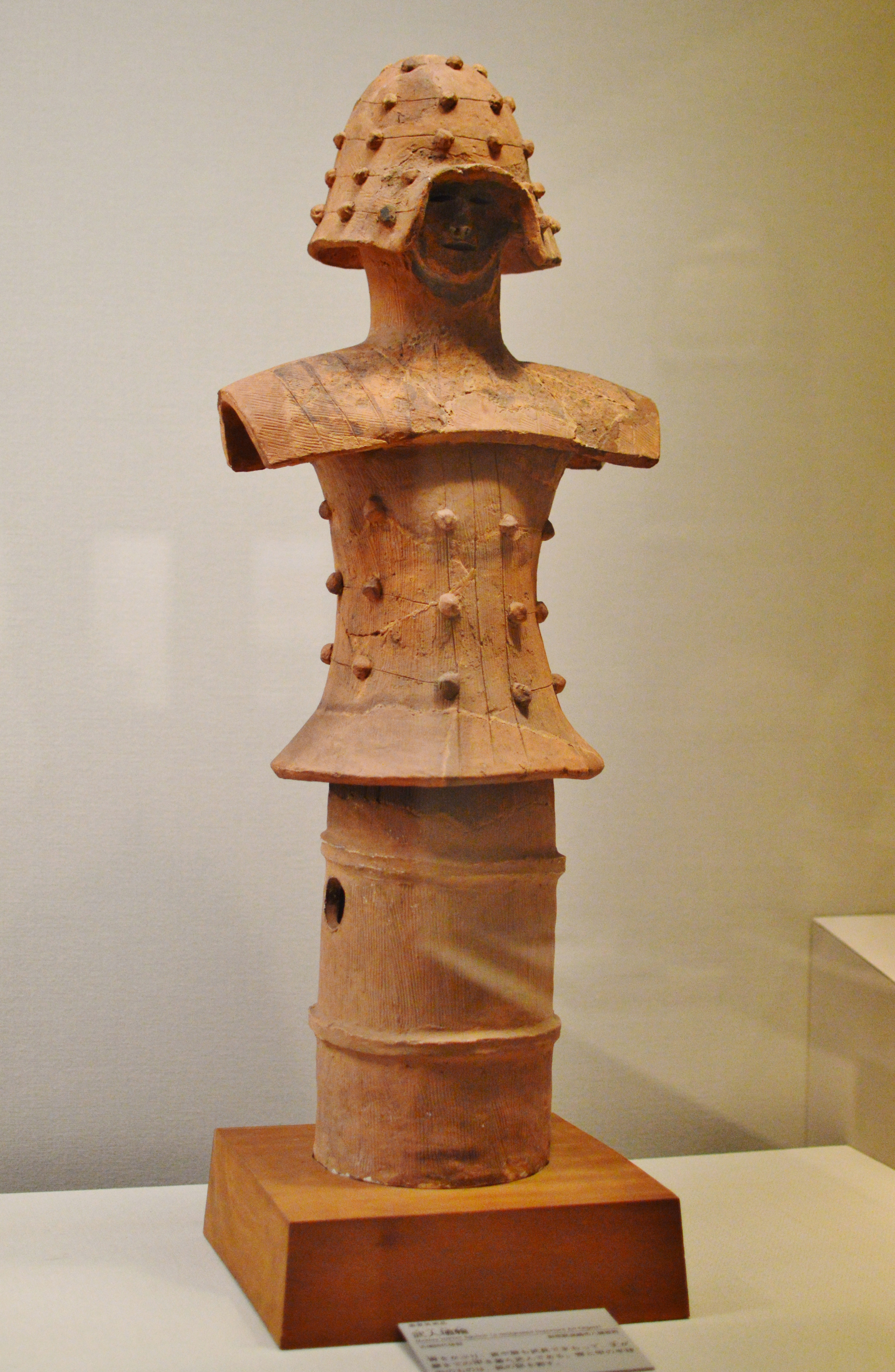
群馬县高崎市八幡原町出土 武人埴輪（重要美術品）
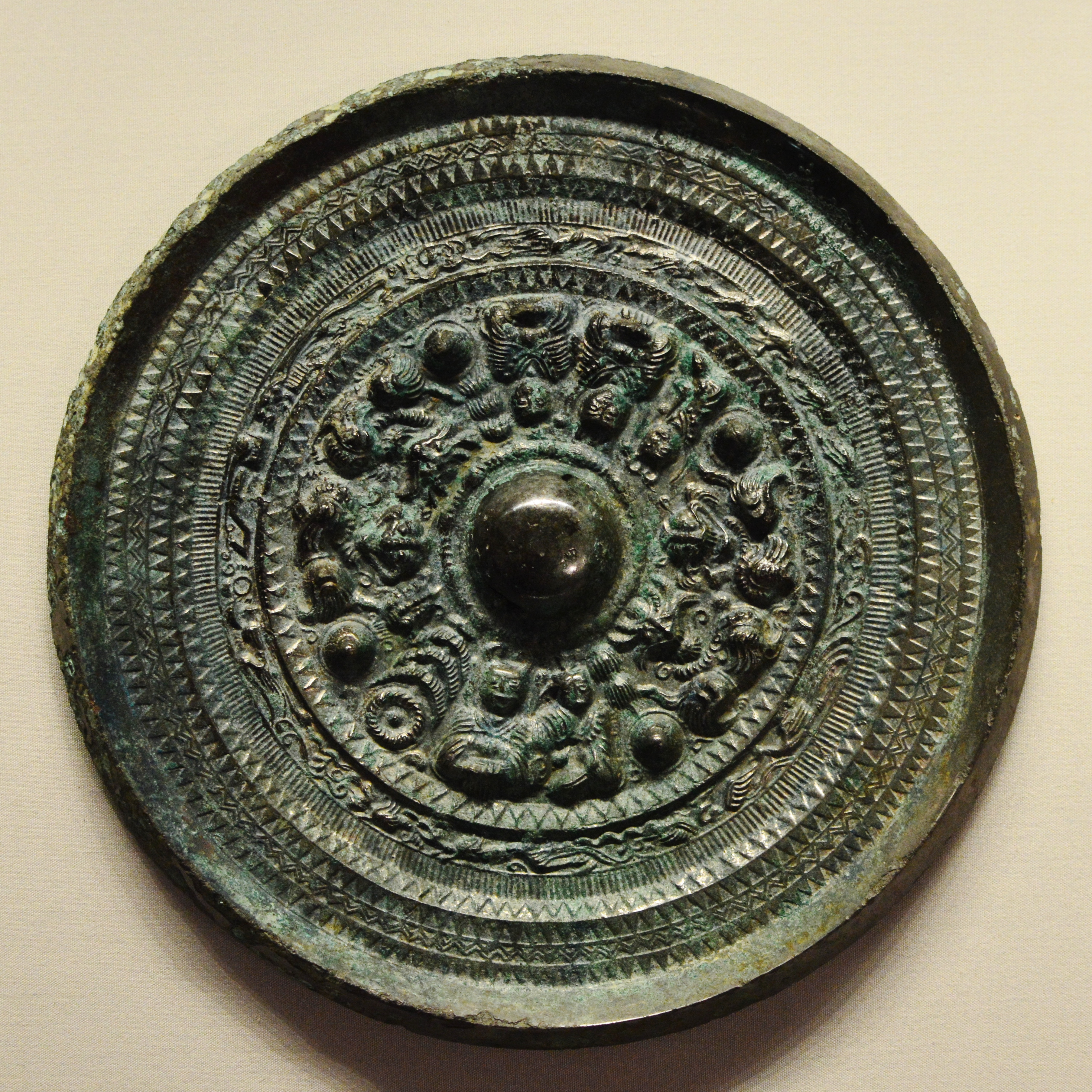
富雄丸山古墳出土 三角缘画文带五神四獣鏡（重要美術品）
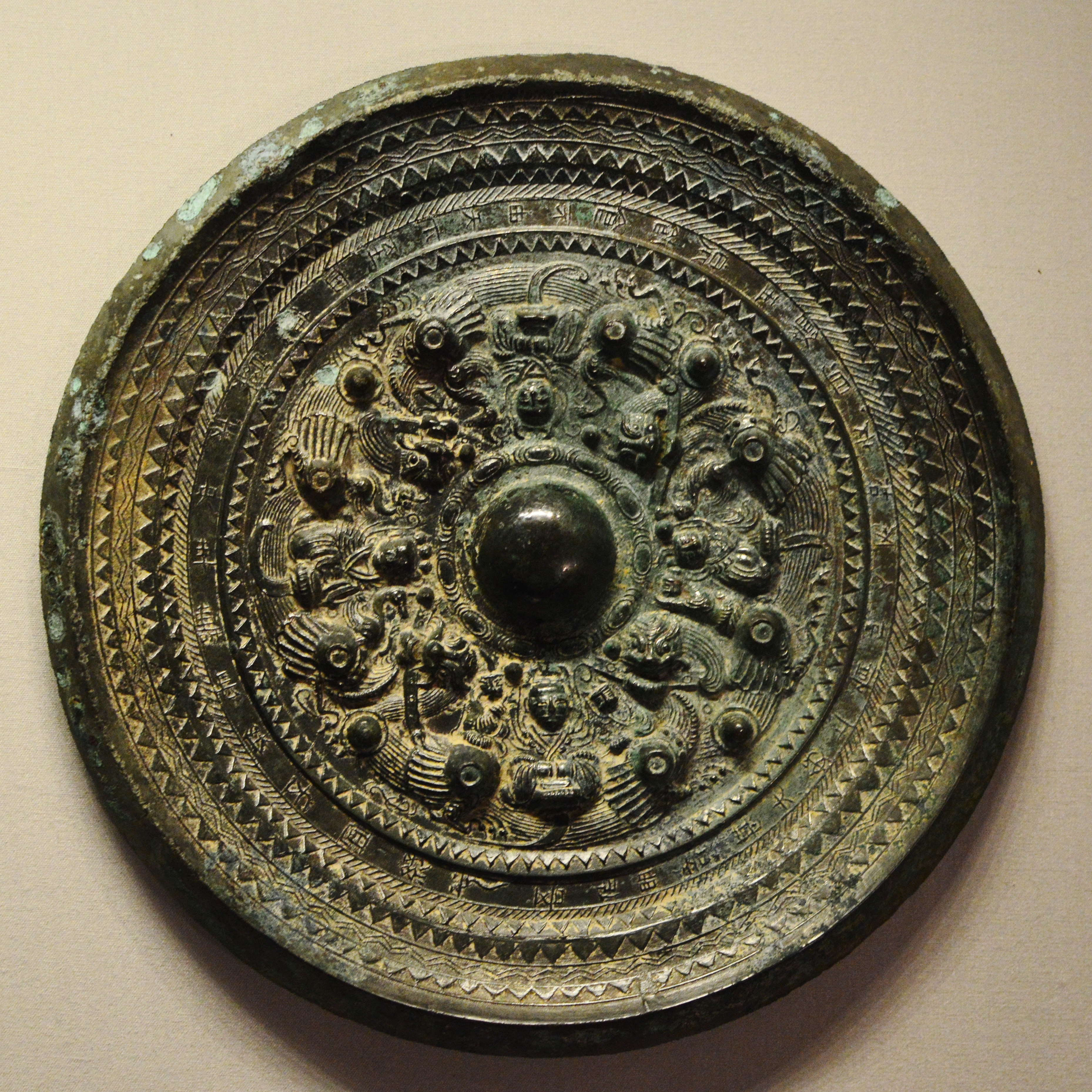
富雄丸山古墳出土 三角缘吾作銘四神四獣鏡（重要美術品）
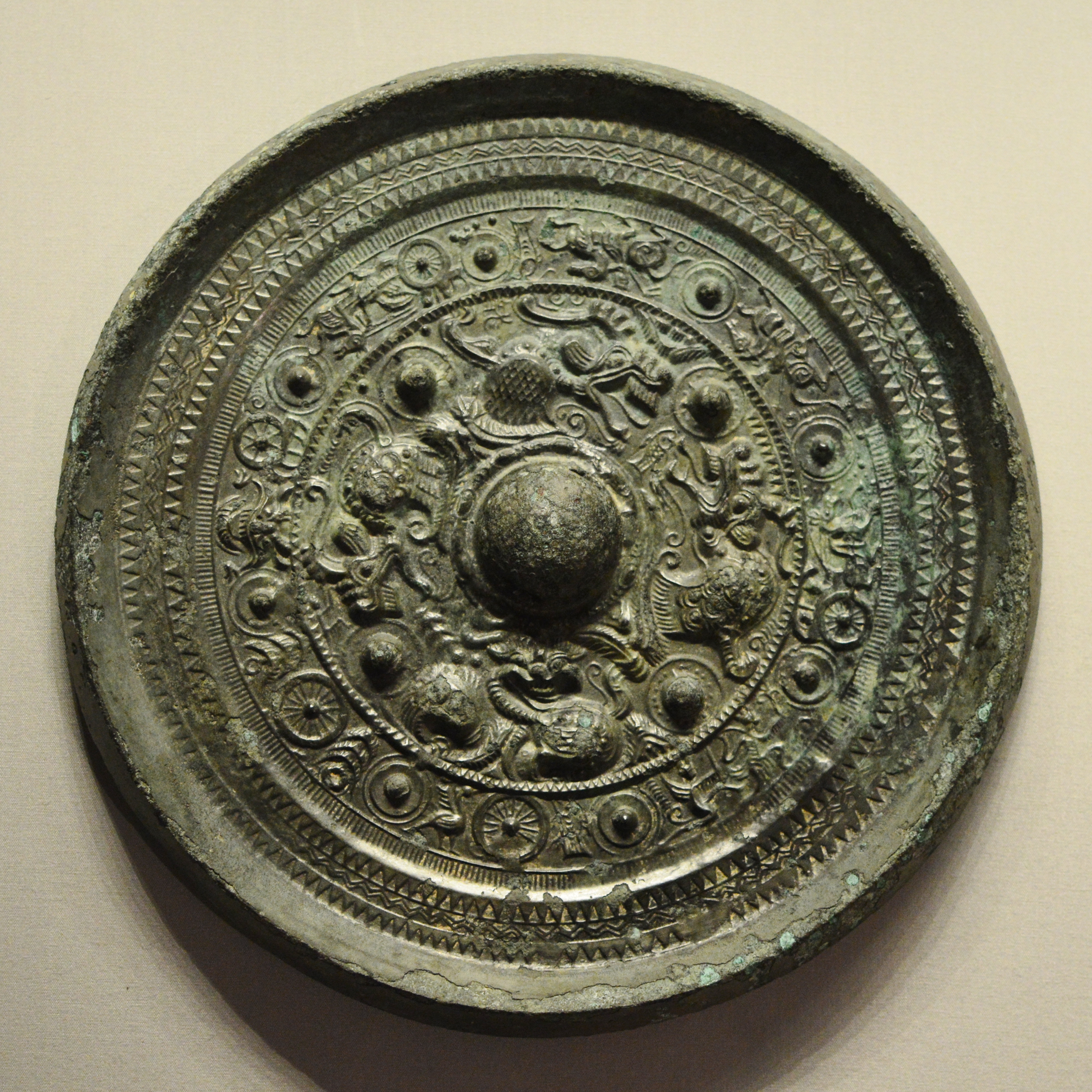
富雄丸山古墳出土 三角缘画像文带盤龍鏡（重要美術品）

## 参观

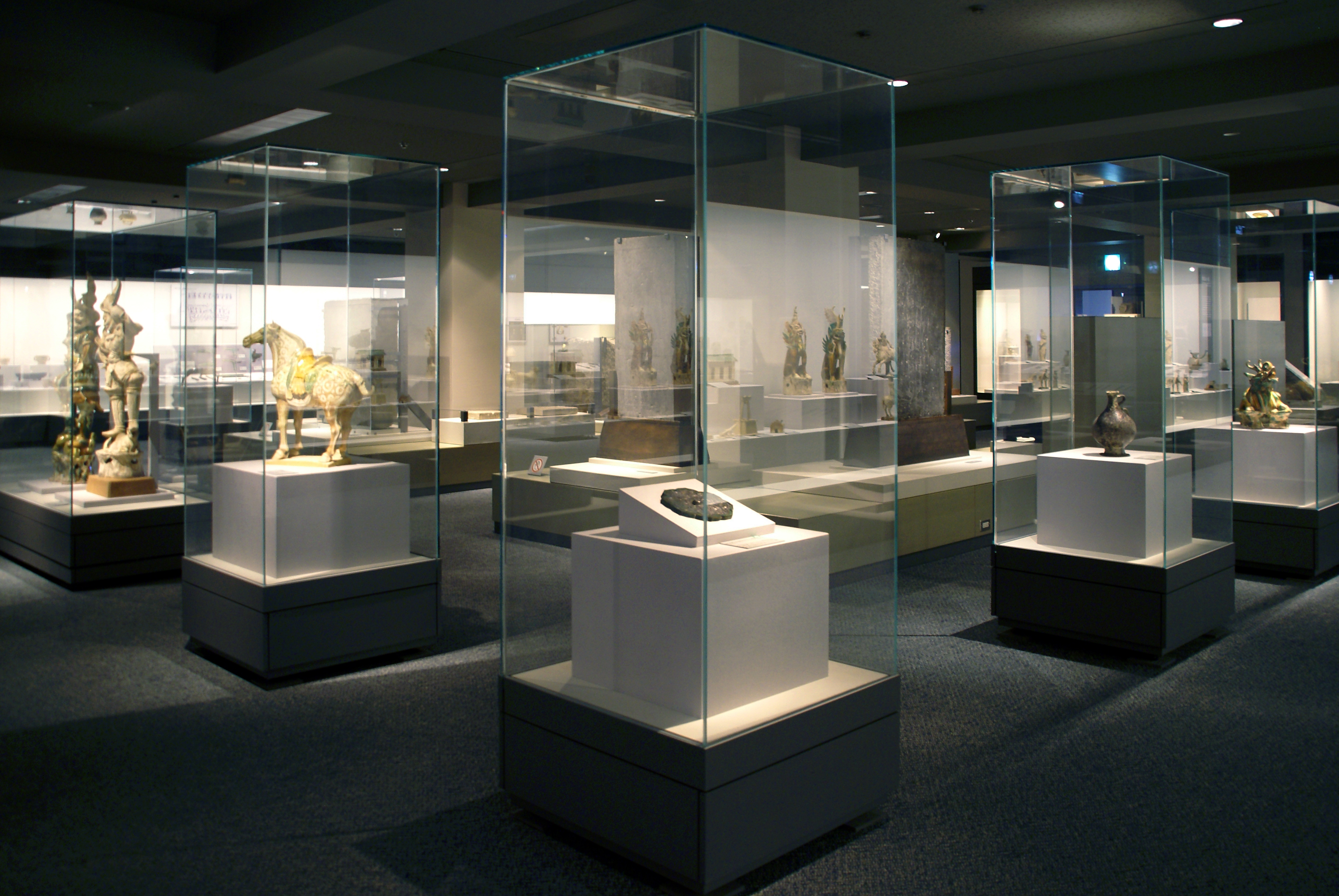
展厅

天理参考馆在每天上午9:30至下午4:30开放，下午4:00停止入馆。每周星期二、4月28日、8月13日-17日、12月27日-1月4日闭馆。但星期二逢法定节假日时会改为星期三闭馆，而且4月17日-19日，7月26日-8月4日，以及除12月27日外的其他每月的25日-27日不会闭馆。
天理大学附属天理参考馆的门票价格为：成人400日元，20人及以上团体为300日元。小学及初中学生为200日元。大型团队参观需要提前申请。该馆提供轮椅、婴儿车和导览器，导览器可以选择日语、英语、汉语、韩语和葡萄牙语五种语言，但数量有限，需要时可在一楼的接待处询问。
通过铁路交通前往该馆，可在櫻井線与近铁天理线接續的天理站下车，然后向东南偏东方向步行约30分钟路程即可。自驾的话，该馆位于西名阪道天理I.C.以南3km，有停车场。